# Dorcadion frustrator
Dorcadion frustrator is een keversoort uit de familie van de boktorren (Cerambycidae). De wetenschappelijke naam van de soort werd voor het eerst geldig gepubliceerd in 1958 door Plavilstshikov.